# Gornje Trnjane
Gornje Трнјане je naselje u gradu Leskovcu, Jablanički upravni okrug, Srbija. Prema popisu iz 2022. godine u Gornjem Trnjanu je živjelo 200 stanovnika.